# Боково-Акулово
Боково-Акулово — деревня в городском округе Коломна Московской области России. Население — 90 чел. (2021).

## Население
| 1852 | 1859 | 1890 | 1926 | 2002 | 2006 | 2010 |
| ---- | ---- | ---- | ---- | ---- | ---- | ---- |
| 25   | ↗66  | ↗87  | ↗100 | ↗141 | ↘135 | ↗154 |
| 2021 |      |      |      |      |      |      |
| ↘90  |      |      |      |      |      |      |

## География
Расположена в северной части района, примерно в 16,5 км к северу от центра города Озёры, на берегу реки Коломенки, при впадении в неё реки Азаровки (бассейн Москвы). В деревне три улицы — Азаровка, Коломенка и Новосёлов. Связана автобусным сообщением с Озёрами и Коломной. Ближайшие населённые пункты — деревни Бардино и Найдено.

## История
На плане Генерального межевания 1784 года, как и на карте Московской губернии Ф. Ф. Шуберта 1860 года, указаны деревни Акулово и Боково, находившиеся друг против друга на разных берегах реки Коломенки.
В «Списке населённых мест» 1862 года Акулово — владельческая деревня, а Боково — владельческое сельцо 2-го стана Коломенского уезда Московской губернии по правую сторону Каширского тракта из Коломны, в 23 верстах от уездного города, при речке Азаровой, с 6 и 7 дворами соответственно. В Акулове проживало 35 жителей (18 мужчин, 17 женщин), в Бокове — 31 житель (17 мужчин, 14 женщин).
По данным на 1890 год обе деревни входили в состав Бояркинской волости Коломенского уезда, число душ составляло 25 человек в Акулове и 62 человека в Бокове.
В начале XX века объединены под общим названием Боково-Акулово.
В 1913 году — 12 дворов.
По материалам Всесоюзной переписи населения 1926 года — деревня Ледовского сельсовета Бояркинской волости, проживало 100 жителей (46 мужчин, 54 женщины), насчитывалось 21 крестьянское хозяйство, находился районный сельский комитет крестьянской общественной взаимопомощи.
С 1929 года — населённый пункт в составе Озёрского района Коломенского округа Московской области, с 1930-го, в связи с упразднением округа, — в составе Озёрского района Московской области.
В 1954 году Ледовский сельсовет был преобразован в Боково-Акуловский сельсовет.
В 1959 году, в связи с упразднением Озёрского района, Боково-Акуловский сельсовет передан Коломенскому району, в составе которого в 1960 году был упразднён, а Боково-Акулово передано Гололобовскому сельсовету.
В 1969 году Озёрский район был воссоздан, а в 1970 году Боково-Акулово из Гололобовского сельсовета Коломенского района было передано Бояркинскому сельсовету Озёрского района.
С 1994 по 2006 год — деревня Бояркинского сельского округа.
С 2006 до 2015 года — деревня сельского поселения Бояркинское.
С 2015 до 2020 года входила в городской округ Озёры.